# Vampiros S.A.
Vampiros S.A. (en inglés: Vampire$) es una novela de vampiros de 1991 escrita por John Steakley. Situada en un escenario oscuro de fantasía contemporánea, la novela trata sobre una empresa llamada Vampiros S.A., que trata la caza de vampiros como un negocio financiado por el pago de las víctimas potenciales de los vampiros (aunque la empresa también recibe en secreto apoyo de los niveles más elevados de la Iglesia católica). La trama gira en torno a las reacciones de los cazadores de vampiros cuando un poderoso vampiro cambia las tornas y comienza a cazarlos.
La novela sirvió como base para la película de 1998 Vampiros de John Carpenter. La secuencia inicial es una adaptación superficial del comienzo de la novela (en la película, los cazadores de vampiros se aventuran en una casa abandonada que los vampiros utilizan como cubil, mientras que en la novela la derriban con un bulldozer y rebuscan entre los escombros), pero a partir de esta escena la trama de la película y la novela se distancian por completo.
Parte de la novela se concentra en la relación entre el líder de los cazadores de vampiros, Jack Crow, un exagente de la DEA y el matón al que contrata, un ex-traficante llamado Félix. Una nota en la página de copyright advierte Este Félix no es otro Félix. Este Jack Crow no es otro Jack Crow. Los protagonistas de la novela de ciencia ficción Armor de Steakley también se llaman Jack Crow y Félix.
- Datos: Q3554353